# Бузбаш
Бузбаш — посёлок в Камышлинском районе Самарской области в составе сельского поселения Камышла.

## География
Находится на расстоянии менее 3 километров по прямой на восток от районного центра села Камышла.

## История
Основан в 1911 году переселенцами из села Камышла.

## Население
Постоянное население составляло 183 человека (татары 90 %) в 2002 году, 173 в 2010 году.